# Romantiche
Pour plus de détails, voir Fiche technique et Distribution.
Romantiche est une comédie italienne à sketches réalisée par Pilar Fogliati et sortie en 2023.
Il s'agit du premier film de sa réalisatrice. Adapté d'une série de sketches viraux que Fogliati avait postés sur le web et plus tard adaptés dans l'émission de radio Non è un paese per giovani, il met en scène quatre personnages issus de milieux géographiques et sociaux différents. Pour sa prestation, Fogliati a reçu le Ruban d'argent de la meilleure actrice dans une comédie et un Globe d'or de la meilleure actrice,. Le film a également remporté le Globe d'or de la meilleure comédie.

## Synopsis
Rome et ses environs constituent la toile de fond des aventures de quatre jeunes filles différentes. Eugenia est une scénariste en herbe, venue de Sicile à Pigneto en quête de succès, mais rapidement confrontée à la dure réalité ; Tazia est une femme de Parioli, agressive et dominatrice envers le sexe opposé ; Michela est une fille de Guidonia, dont le lien avec un carabinier est ébranlé par le retour d'un ami d'enfance pour lequel elle a toujours eu un faible ; et enfin Uvetta est une jeune aristocrate, désireuse de quitter son monde pour se confronter à la vie quotidienne de la classe moyenne. Malgré leurs différences, elles sont toutes liées par une âme romantique et par la fréquentation d'un même psychologue, auprès duquel elles se confient et tentent de trouver leur place dans le monde.

## Fiche technique
- Titre original italien : Romantiche[4]
- Réalisateur : Daniele Luchetti
- Scénario : Giovanni Nasta, Giovanni Veronesi, Pilar Fogliati
- Photographie : Davide Leone
- Montage : Davide Miele
- Musique : Levante (it)
- Société de production : Indiana Production (it), Vision Distribution (it)
- Pays de production :  Italie
- Langue originale : italien
- Format : couleurs - 1,85:1
- Durée : 108 minutes
- Genre : comédie à sketches
- Dates de sortie :
  - Italie : 23 février 2023

## Distribution
- Pilar Fogliati : Michela, Eugenia, Tazia, Uvetta
- Diane Fleri : Susanna Celeno
- Barbora Bobulova : Dr. Valeria Panizzi
- Emanuele Propizio : Ivano Tozzi
- Giovanni Anzaldo : Fausto
- Edoardo Purgatori : Riky
- Eleonora De Laurentis : Livia
- Lorenzo Parrotto : Dodo
- Maria Chiara Centorami : Rula
- Giovanni Toscano Sanis
- Ibrahim Keshke : Kamal
- Levante (it) : elle-même
- Rodolfo Laganà : Mario Tozzi
- Agnese Claisse : Erica Magnini
- Ubaldo Pantani : Père Patrick